# جون غالون
جون غالون (بالفرنسية: Johan Gallon)‏ هو لاعب كرة قدم فرنسي في مركز الوسط، ولد في 10 أبريل 1978 في كان في فرنسا. لعب مع إتويل كاروغ وراسينغ فيرول وستاد ماليرب كان ونادي إستر ونادي بريست ونادي كليرمون 63.

## وصلات خارجية
- جون غالون على موقع قاعدة بيانات كرة القدم.إي يو (الإنجليزية)
- جون غالون على موقع عالم كرة القدم.نت (الإنجليزية)